# Passiflora miersii
Passiflora miersii là một loài thực vật có hoa trong họ Lạc tiên. Loài này được Mart. mô tả khoa học đầu tiên năm 1872.